# Kevin Castaño
Kevin Duvan Castaño Gil (Itagüí, 29 settembre 2000) è un calciatore colombiano, centrocampista del River Plate e della nazionale colombiana.

## Carriera

### Club
Castaño ha iniziato a giocare a calcio con le Águilas Doradas, club a cui si è unito all'età di 12 anni. Nel 2015 è stato promosso alla formazione Under-20 e tre anni più tardi ha iniziato ad essere aggregato agli allenamenti della prima squadra.
Il 29 ottobre 2020 ha fatto il suo esordio ufficiale, contro l'Itagui Leones in Copa Colombia ed un mese più tardi ha debuttato anche in Categoría Primera A, contro il Deportivo Pereira. Nel 2021 è entrato in pianta stabile in prima squadra.
Il 12 aprile 2023 ha realizzato la sua prima rete, nella vittoria per 3-1 sul campo dell'América de Cali. Il 26 giugno successivo si è trasferito al Cruz Azul.

### Nazionale
Il 28 gennaio 2023 anno ha debuttato con la nazionale colombiana subentrando a Yílmar Velásquez negli ultimi minuti di un'amichevole contro gli Stati Uniti.

## Statistiche
Statistiche aggiornate al 17 agosto 2025.

### Presenze e reti nei club
| Stagione               | Squadra                | Campionato             | Campionato | Campionato | Coppe nazionali | Coppe nazionali | Coppe nazionali | Coppe continentali | Coppe continentali | Coppe continentali | Altre coppe | Altre coppe | Altre coppe | Totale | Totale | Totale |
| Stagione               | Squadra                | Comp                   | Pres       | Reti       | Comp            | Pres            | Reti            | Comp               | Pres               | Reti               | Comp        | Pres        | Reti        | Pres   | Reti   |        |
| ---------------------- | ---------------------- | ---------------------- | ---------- | ---------- | --------------- | --------------- | --------------- | ------------------ | ------------------ | ------------------ | ----------- | ----------- | ----------- | ------ | ------ | ------ |
| 2020                   | Águilas Doradas        | A                      | 1          | 0          | CC              | 1               | 0               |                    | -                  | -                  |             | -           | -           | 2      | 0      |        |
| 2021                   | Águilas Doradas        | A                      | 23         | 0          | CC              | 2               | 0               |                    | -                  | -                  |             | -           | -           | 25     | 0      |        |
| 2022                   | Águilas Doradas        | A                      | 35         | 0          | CC              | 2               | 0               |                    | -                  | -                  |             | -           | -           | 37     | 0      |        |
| 2023                   | Águilas Doradas        | A                      | 17         | 1          | CC              | 0               | 0               | CS                 | 1                  | 0                  |             | -           | -           | 18     | 1      |        |
| Totale Aguilas Doradas | Totale Aguilas Doradas | Totale Aguilas Doradas | 76         | 2          |                 | 5               | 0               |                    | 1                  | 0                  |             | -           | -           | 82     | 2      |        |
| 2023-gen. 2024         | Cruz Azul              | MX                     | 13         | 0          |                 | -               | -               |                    | -                  | -                  | LC          | 2           | 0           | 15     | 0      |        |
| gen.-giu. 2024         | Krasnodar              | PL                     | 9          | 0          | CR              | 1               | 0               |                    | -                  | -                  |             | -           | -           | 10     | 0      |        |
| 2024-mar. 2025         | Krasnodar              | PL                     | 16         | 1          | CR              | 6               | 0               |                    | -                  | -                  | SR          | 0           | 0           | 22     | 1      |        |
| Totale Krasnodar       | Totale Krasnodar       | Totale Krasnodar       | 25         | 1          |                 | 7               | 0               |                    | -                  | -                  |             | 0           | 0           | 32     | 1      |        |
| mar.-dic. 2025         | River Plate            | PD                     | 11+2       | 0          | CA              | 1               | 0               | CL                 | 7                  | 0                  | CmC         | 2           | 0           | 23     | 0      |        |
| Totale carriera        | Totale carriera        | Totale carriera        | 127        | 3          |                 | 13              | 0               |                    | 8                  | 0                  |             | 4           | 0           | 152    | 3      |        |

### Cronologia presenze e reti in nazionale
| Cronologia completa delle presenze e delle reti in nazionale ― Colombia | Cronologia completa delle presenze e delle reti in nazionale ― Colombia | Cronologia completa delle presenze e delle reti in nazionale ― Colombia | Cronologia completa delle presenze e delle reti in nazionale ― Colombia | Cronologia completa delle presenze e delle reti in nazionale ― Colombia | Cronologia completa delle presenze e delle reti in nazionale ― Colombia | Cronologia completa delle presenze e delle reti in nazionale ― Colombia | Cronologia completa delle presenze e delle reti in nazionale ― Colombia |
| Data                                                                    | Città                                                                   | In casa                                                                 | Risultato                                                               | Ospiti                                                                  | Competizione                                                            | Reti                                                                    | Note                                                                    |
| ----------------------------------------------------------------------- | ----------------------------------------------------------------------- | ----------------------------------------------------------------------- | ----------------------------------------------------------------------- | ----------------------------------------------------------------------- | ----------------------------------------------------------------------- | ----------------------------------------------------------------------- | ----------------------------------------------------------------------- |
| 29-1-2023                                                               | Carson                                                                  | Stati Uniti                                                             | 0 – 0                                                                   | Colombia                                                                | Amichevole                                                              | -                                                                       | 83’                                                                     |
| 24-3-2023                                                               | Ulsan                                                                   | Corea del Sud                                                           | 2 – 2                                                                   | Colombia                                                                | Amichevole                                                              | -                                                                       | 76’ 90’                                                                 |
| 28-3-2023                                                               | Osaka                                                                   | Giappone                                                                | 1 – 2                                                                   | Colombia                                                                | Amichevole                                                              | -                                                                       |                                                                         |
| 20-6-2023                                                               | Gelsenkirchen                                                           | Germania                                                                | 0 – 2                                                                   | Colombia                                                                | Amichevole                                                              | -                                                                       | 94’                                                                     |
| 17-10-2023                                                              | Quito                                                                   | Ecuador                                                                 | 0 – 0                                                                   | Colombia                                                                | Qual. Mondiali 2026                                                     | -                                                                       | 88’                                                                     |
| 16-11-2023                                                              | Barranquilla                                                            | Colombia                                                                | 2 – 1                                                                   | Brasile                                                                 | Qual. Mondiali 2026                                                     | -                                                                       | 83’                                                                     |
| 21-11-2023                                                              | Asunción                                                                | Paraguay                                                                | 0 – 1                                                                   | Colombia                                                                | Qual. Mondiali 2026                                                     | -                                                                       | 81’                                                                     |
| 22-3-2024                                                               | Londra                                                                  | Spagna                                                                  | 0 – 1                                                                   | Colombia                                                                | Amichevole                                                              | -                                                                       | 46’                                                                     |
| 8-6-2024                                                                | Landover                                                                | Stati Uniti                                                             | 1 – 5                                                                   | Colombia                                                                | Amichevole                                                              | -                                                                       | 83’                                                                     |
| 15-6-2024                                                               | East Hartford                                                           | Colombia                                                                | 3 – 0                                                                   | Bolivia                                                                 | Amichevole                                                              | -                                                                       | 66’                                                                     |
| 24-6-2024                                                               | Houston                                                                 | Colombia                                                                | 2 – 1                                                                   | Paraguay                                                                | Coppa America 2024 - 1º turno                                           | -                                                                       | 90+2’                                                                   |
| 28-6-2024                                                               | Glendale                                                                | Colombia                                                                | 3 – 0                                                                   | Costa Rica                                                              | Coppa America 2024 - 1º turno                                           | -                                                                       | 71’                                                                     |
| 10-7-2024                                                               | Charlotte                                                               | Uruguay                                                                 | 0 – 1                                                                   | Colombia                                                                | Coppa America 2024 - Semifinale                                         | -                                                                       | 62’ 90+6’                                                               |
| 14-7-2024                                                               | Miami Gardens                                                           | Argentina                                                               | 1 – 0 dts                                                               | Colombia                                                                | Coppa America 2024 - Finale                                             | -                                                                       | 89’                                                                     |
| 10-9-2024                                                               | Barranquilla                                                            | Colombia                                                                | 2 – 1                                                                   | Argentina                                                               | Qual. Mondiali 2026                                                     | -                                                                       | 79’                                                                     |
| 10-10-2024                                                              | El Alto                                                                 | Bolivia                                                                 | 1 – 0                                                                   | Colombia                                                                | Qual. Mondiali 2026                                                     | -                                                                       | 51’ 63’                                                                 |
| 20-3-2025                                                               | Brasilia                                                                | Brasile                                                                 | 2 – 1                                                                   | Colombia                                                                | Qual. Mondiali 2026                                                     | -                                                                       | 90+6’                                                                   |
| 6-6-2025                                                                | Barranquilla                                                            | Colombia                                                                | 0 – 0                                                                   | Perù                                                                    | Qual. Mondiali 2026                                                     | -                                                                       |                                                                         |
| 10-6-2025                                                               | Buenos Aires                                                            | Argentina                                                               | 1 – 1                                                                   | Colombia                                                                | Qual. Mondiali 2026                                                     | -                                                                       | 45+1’ 73’                                                               |
| Totale                                                                  |                                                                         | Presenze                                                                | 19                                                                      |                                                                         | Reti                                                                    | 0                                                                       |                                                                         |